# ジョゼ・カルロス・バウエル
ジョゼ・カルロス・バウエル（José Carlos Bauer, 1925年11月21日 - 2007年2月4日）は、ブラジル・サンパウロ出身のサッカー選手、サッカー指導者。愛称はマラカナンの巨人 (O gigante do Maracanã) 。
スイス人の白人男性とブラジル人の黒人女性の間にムラートとして生まれる。クラブチームでは主にサンパウロFCでプレイした。サンパウロFCでは通算401試合に出場し、サンパウロ州選手権を6度制した（1943年、1945年、1946年、1948年、1949年、1953年）。
ブラジル代表としては29試合に出場して、1949年の南米選手権に優勝、FIFAワールドカップには1950年大会と1954年大会に出場した。代表最後の試合は1954年大会でのハンガリー戦、俗に「ベルンの戦闘」と呼ばれる試合だった。
引退後は監督として、ブラジル、メキシコ、コロンビアで指導にあたった。フェロヴィアリアを率いてモザンビーク遠征を行った際に彼は若いエウゼビオを発見した。感動した彼は、エウゼビオを友人であるSLベンフィカのハンガリー人監督ベーラ・グットマンに紹介した。

## 参考サイト
- “Sao Paulo mourn the loss of former idol”. FIFA.com. 2007年5月8日閲覧。
- “Bauer- Brazil midfielder who played in two World Cups- dies at 81”. International Herald Tribune. 2007年5月8日閲覧。
- “O artilheiro: Eusébio”. GAZETA esportiva.Net. 2007年5月8日閲覧。